# Йонг Аякс
У Вікіпедії є статті про інші спортивні клуби з назвою Аякс (значення)
«Йонг Аякс» (нід. Jong Ajax, нід. вимова: [ˈjɔŋ ˈaːjɑks]) — нідерландський футбольний клуб з міста Амстердама. Фарм-клуб команди «Аякс», виступає у Еерстедивізі, другому дивізіоні Нідерландів без права вийти у вищий дивізіон.

## Відомі гравці
- Колбейнн Сігторссон
- Нікі Сімлінг
- Вацлав Черний
- Рішедлі Базур
- Дідерік Бур
- Донні ван де Бек

## Відомі тренери
- Ян Олде Рікерінк  (1999–2002)
- Джон ван 'т Схіп  (2002–2003)
- Марко ван Бастен  (2003–2004)
- Джон ван ден Бром  (2004–2007)
- Арон Вінтер (2007–2008)
- Адрі Костер  (2008–2009)
- Пітер Гойстра (2009)
- Фред Грім (2009–2010)
- Браян Рой (2010)
- Гері Вінк (2011–2013)
- Алфонс Грунендейк (2013–2014)
- Андріс Юлдерінк (2014–2016)
- Марсел Кейзер (2016–)